# Nomia pretoriensis
Nomia pretoriensis är en biart som beskrevs av Cockerell 1947. Nomia pretoriensis ingår i släktet Nomia och familjen vägbin. Inga underarter finns listade i Catalogue of Life.